# Krigens Ofre
Krigens Ofre er en dansk stumfilm fra 1914 med ukendt instruktør.

## Handling
Denne artikel mangler et handlingsreferat. Hjælp os med at skrive det.

## Medvirkende
- Henry Knudsen - Frants Gvary, en bonde
- Lily Jansen - Marinka, Frants' hustru
- Aage Brandt - Den gamle bonde
- Fausta Walløe - Den gamle bondes kone
- Elith Pio - Den gamle bondes søn
- Arnold Petersen - En forpagter
- Kai Olsen - En læge
- Ellen Lumbye - En sygeplejerske
- Henny Lotinga - En arbejderske
- Elith Petersen - En feltpræst
- Carl Petersen - Kaptajnen